# Autorretrato de Joaquín Sorolla (1904)
Autorretrato es una obra de Joaquín Sororolla y Bastida pintada al óleo sobre lienzo con unas dimensiones de 66 x 100,6 cm. Datado en el año 1904, actualmente se conserva en el Museo Sorolla de Madrid.

## Historia
Sorolla pintó hasta quince autorretratos de los que ocho se conservan en el Museo Sorolla de Madrid. Este lo realizó cuando apenas había entrado en los cuarenta y en su segura pose, confiada y firme parece querer dejar claro el excelente momento de madurez y éxito profesional por el que atravesaba en aquellos momentos.

## Descripción y características
El lugar donde Sorolla se autorretrata es en su propio estudio y desde allí contempla al espectador con una mirada fija y penetrante, casi desafiante.
En este autorretrato quiso Sorolla rendir un homenaje a su digno oficio de pintor y para ello buscó la inspiración en el maestro Velázquez y más concretamente en su autorretrato de Las Meninas.  Las referencias al genio sevillano se aprecian en múltiples detalles de la obra como en la profundidad del espacio marcado prácticamente tan solo por los lienzos de las paredes, también en el lienzo en blanco que se muestra a la derecha o en los característicos colores del Siglo de oro, sobrios y oscuros e iluminando solo las zonas a resaltar como el cuello de la camisa que enmarca un rostro resplandeciente.